# اوجاتسی
اوجاتسی (به صربی: Odžaci) یک شهرستان در صربستان است که در استان خودمختار وویوودینا واقع شده‌است. اوجاتسی ۸۷ متر بالاتر از سطح دریا واقع شده‌است.